# Serra de Comaverd
La Serra de Comaverd és una serra situada als municipis del Pont d'Armentera a la comarca de l'Alt Camp i de Pontils i Sarral a la de la Conca de Barberà, amb una elevació màxima de 881 metres.